# Blaga Aleksova

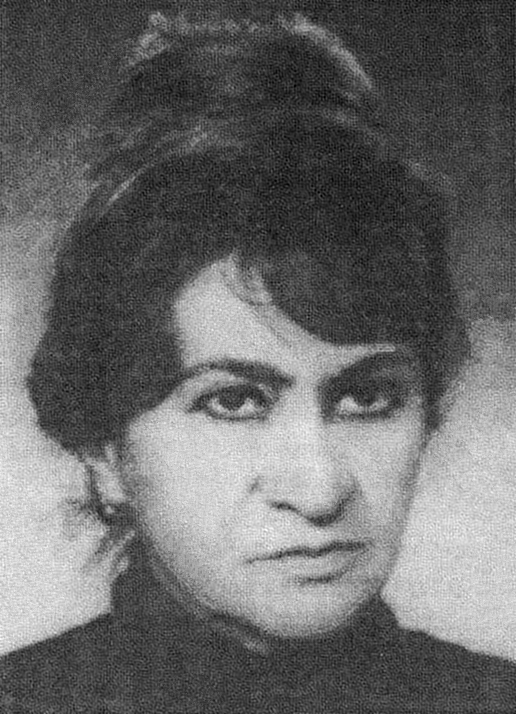
Blaga Aleksova (1968)

Blaga Aleksova (Блага Алексова, Błaga Ałeksowa, * 24. Januar 1922 in Tetovo; † 12. Juli 2007 in Skopje) war eine nordmazedonische Archäologin.

## Leben
Aleksova wurde am 24. Januar 1922 in Tetovo geboren. Sie absolvierte das Gymnasium und studierte an der kunsthistorischen Abteilung der Universität Skopje. Sie wurde 1958 an der Universität Lublin in mittelalterlicher Archäologie promoviert. Von 1948 bis 1950 arbeitete sie als Kuratorin im Stadtmuseum Skopje und leitete dann 15 Jahre lang die Abteilung für mittelalterliche Archäologie des Archäologischen Museums vom Mazedonien. Von 1962 bis 1975 war sie die Direktorin des Museums. In den Jahren 1971 und 1983 war sie Stipendiatin in Dumbarton Oaks. Von 1975 bis 1983 arbeitete sie außerdem am Institut für Kunstgeschichte als Professorin für mittelalterliche und frühchristliche Archäologie. Im Jahr 1983 ging sie in den Ruhestand. 1997 wurde sie Mitglied der Mazedonischen Akademie der Wissenschaften und Künste.
Von 1952 bis 1956 forschte sie in der Gegend von Demir Kapija, wo sie Ruinen einer frühchristlichen Basilika entdeckte, die mittlerweile als ein Denkmal der mazedonischen Geschichte anerkannt sind. Im Jahr 2011 wurde beschlossen, sie zu rekonstruieren. Im Rahmen jugoslawisch-amerikanischer Forschungsprojekte führte sie Forschungen in Bargali und Stobi durch. Während der Arbeiten in den Jahren 1966 bis 1971 wurden in Bargala eine Basilika, ein Stadttank und ein Wohnkomplex entdeckt. 1975 führte sie archäologische Arbeiten an der Stätte Kale an der Mündung der Flüsse Złetowska und Bregalnica in der Nähe von Krupiszte durch. Im Jahr 1981 führte sie Forschungen in Stobi im Bereich der Vorkriegsarchäologie durch, wo sie eine weitere Basilika entdeckte, die sich als die älteste christliche Kirche in Mazedonien herausstellte.
Am 12. Juli 2007 starb sie im Alter von 95 Jahren.

## Veröffentlichungen (Auswahl)
- Prosek-Demir Kapija. Slovenska nekropola i slovenske nekropole u Makedoniji. Arheološko društvo Jugoslavije, Skopje 1966 (worldcat.org [abgerufen am 17. Mai 2021]).
- mit James Wiseman (Hrsg.): Studies in the Antiquities of Stobi. Band 3, Naucno Delo, Titov Veles 1981.
- Епископијата на Брегалница: прв словенски црковен и културно-просветен центар во Македонија. Институт за истражување на старословенската култура, Prizren 1989.
- Loca sanctorum Macedoniae = Kult na martirite vo Makedonija od IV do IX vek. Matica Makedonska, Skopje 1995, ISBN 978-9989-48009-6 (worldcat.org).